# Московская городская Дума 1 созыва
Московская городская дума I созыва (1993—1997 гг) начала свою работу в декабре 1993 года. Первое заседание состоялось в январе 1994 года.

## Выборы
24 октября 1993 года Президентом РФ был подписан Указ № 1738 «О поддержке мер Правительства Москвы и Московского областного Совета народных депутатов по реформе органов государственной власти и органов местного самоуправления в г. Москве и Московской области». Указом было утверждено «Положение о выборах в Московскую городскую Думу 12 декабря 1993 года» и «Временное положение о системе органов государственной власти города Москвы», определяющие основные принципы формирования и организации работы столичного парламента.
Первые выборы прошли 12 декабря 1993 года по 35 одномандатным округам. Явка составила 51 %. Всего на выборы было зарегистрировано 162 кандидата.
Фракционный состав Думы выглядел следующим образом:
- Фракция «Выбор России» — 19 депутатов в 1994—1995 гг., 12 депутатов в 1995—1997 гг.
- Фракция «Партии российского единства и согласия» (ПРЕС) — 2 депутата.
- Фракция «Российского движения демократических реформ» (РДДР) — 2 депутата.
- Фракция «Московский гражданский союз» — 2 депутата.
- Фракция «Наш дом — Россия» — 7 депутатов в 1995—1997 гг.
- Движение «Трудовая Россия» — 1 депутат в 1995—1997 гг.
- Независимые депутаты — 9 депутатов.
- Граждане за народовластие — 1 депутат.

## Структура
Структура Московской городской Думы I созыва утверждена постановлением Московской городской Думы от 25 февраля 1994 года № 14 и дополнена постановлением Московской городской Думы от 4 июля 1997 года № 38.

#### Комиссии
- Комиссия МГД по экономической реформе и собственности
- Комиссия МГД по административно-территориальному устройству, самоуправлению и развитию Москвы
- Комиссия МГД по социальной политике
- Бюджетно-финансовая комиссия МГД
- Комиссия МГД по законности, правопорядку и борьбе с преступностью
- Комиссия МГД по правилам и процедурам
- Комиссия МГД по организации работы Думы
- Комиссия МГД по награждению Почетной грамотой МГД и Почетным дипломом МГД

Рабочие группы МГД
Контрольно-счетная палата
Создана для контроля за исполнением городского бюджета и находилась в ведении Думы. В 1995 году стала организационно и функционально независимой.

## Состав[4]
1. Александровская Наталья Вадимовна — фракция «Российское движение демократических реформ»[5], координатор по вопросам пенсионного и социального обеспечения инвалидов и нетрудоспособных, член Комиссии по социальной политике и Комиссии по организации работы Думы.
2. Балашов Евгений Борисович — фракция «Трудовая Россия»[6],член комиссии по законности, правопорядку и борьбе с преступностью[7].
3. Гончаров Сергей Алексеевич — самовыдвиженец
4. Горошко Александр Владленович — координатор по вопросам образования, член Комиссии по социальной политике; в качестве депутата курировал муниципальные округа Ясенево, Южное Бутово, Северное Бутово
5. Громыко Александр Петрович — координатор по вопросам международных связей, валютного фонда, член бюджетно-финансовой комиссии, председатель комиссии по законности, правопорядку и борьбе с преступностью.
6. Емельянов Юрий Петрович — координатор по вопросам молодёжной политики, трудовых ресурсов, миграции и занятости населения; как депутат курировал муниципальные округа Крылатское, Кунцево, Филёвский парк.
7. Журавлева Светлана Юрьевна — входила в состав комиссии по недвижимости. Была замешана в крупном коррупционном скандале, в связи с которым, в апреле 1996 года, была лишена статуса депутатской неприкосновенности и объявлена в розыск[8].
8. Заикин Евгений Павлович — координатор по вопросам градостроительства и строительного комплекса, член комиссий по экономической реформе и собственности, по социальной политике, а также бюджетно-финансовой комиссии.
9. Катаев Дмитрий Иванович — председатель Kомиссии по свободе слова, средств массовой информации и делам общественных организаций Московского городского Совета народных депутатов.
10. Катушенок Виталий Федорович — координатор по вопросам политики предоставления льгот, член комиссии по социальной политике и бюджетно-финансовой комиссии. Сейчас — руководитель Московской восточной таможни[9].
11. Ковалевский Виталий Федорович — координатор по вопросам высшей школы, государственной и муниципальной службы г. Москвы, член комиссии по административно-территориальному устройству, самоуправлению и развитию г. Москвы, комиссии по организации работы Думы.
12. Коротич Анатолий Анатольевич
13. Кругляков Виктор Михайлович — координатор по вопросам взаимодействия с районными Управами, член Комиссий по административно-территориальному устройству, самоуправлению и развитию г. Москвы, по социальной политике, по организации работы Думы, досрочно прекратил полномочия депутата с января 1997 г. в связи с переходом на другую работу; в дальнейшем занимал должность начальника Восточного окружного управления образования Департамента образования г. Москвы[10].
14. Крутов Александр Николаевич — с 1996 года был заместителем Председателя Московской городской Думы[11].
15. Кудин Виктор Павлович — полномочия досрочно прекращены с октября 1994 года[12]
16. Ильин Михаил Юльевич — избран депутатом на дополнительных выборах в Московскую городскую Думу 17 декабря 1995 г. по 18-му избирательному округу. Член Комиссии МДГ по социальным вопросам, бюджетной комиссии, комиссии по реформе и собственности[13].
17. Макаров Александр Александрович — координатор по вопросам содержания, эксплуатации и использования жилого фонда, член Комиссии по административно-территориальному устройству, самоуправлению и развитию г. Москвы, Комиссии по социальной политике, курировал как депутат муниципальные округа Южное Измайлово, Перово, Ивановское.
18. Макаров Вячеслав Геннадьевич — член Комиссии по экономической реформе и собственности, председатель Комиссии по социальной политике, член бюджетно-финансовой Комиссии и Комиссии по правилам и процедурам, как депутат курировал муниципальные округа Левобережный, Головинский, Ховрино, Молжаниновский, Бусиново.
19. Максимов Виктор Анатольевич — председатель МГД с января по июнь 1994 года. Координатор по вопросам нормативно-правового обеспечения деятельности Думы, член Комиссии по законности, правопорядку и борьбе с преступностью и Комиссии по организации работы Думы[14].
20. Москвин-Тарханов Михаил Иванович — координатор по вопросам культуры, искусства, архитектуры, охраны исторического наследия, отношений с религиозными организациями, членом комиссий по экономической реформе и собственности, по социальной политике, по законности, правопорядку и борьбе с преступностью, а также Комиссии по организации работы Думы[15].
21. Московченко Николай Михайлович — военный летчик, подполковник запаса. Координатор по вопросам военнослужащих и военнообязанных, член бюджетно-финансовой комиссии, комиссий по законности и безопасности, по экологической политике[16].
22. Никитина Алевтина Анатольевна — координатор по вопросам внешнеэкономических связей и дипломатических представительств, член комиссии по экономической реформе, бюджетно-финансовой комиссии.
23. Новицкий Иван Юрьевич — председатель Комиссии Московской городской Думы и Правительства Москвы по нормативной базе земельных и имущественных правоотношений[17].
24. Осадчий Сергей Юрьевич — координатор по вопросам защиты прав потребителей и соблюдения условий приватизации на предприятиях торговли, общественного питания, бытового обслуживания в г. Москве, член комиссии по социальной политике, комиссии по законности, правопорядку и борьбе с преступностью.
25. Павлов Валерий Анатольевич — председатель бюджетно-финансовой комиссии Московской городской Думы. Полномочия досрочно прекращены с июля 1995 года.
26. Сергеева Ольга Олеговна — депутат с декабря 1995 года. Координатор по работе с детьми сиротами, член комиссии по социальной политике и член комиссии по законности, правопорядку и борьбе с преступностью.
27. Платонов Владимир Михайлович — председатель МГД с декабря 1994 года.
28. Плотников Владимир Константинович — координатор по вопросам перспективного развития г. Москвы, член комиссии по организации работы Думы.
29. Присяжнюк Валентина Ивановна — координатор по вопросам здравоохранения, член Комиссии по социальной политике, курировала муниципальные округа Преображенское, Богородское, Метрогородок, Сокольники.
30. Прошечкин Евгений Викторович — координатор по национальной политике и проблемам противодействия политическому экстремизму[18].
31. Рукина Ирина Михайловна — председатель комиссии по экономической политике и координатор промышленности г. Москвы[19].
32. Севостьянов Валерий Леонидович — руководитель экспертного совета по экологии и промышленной безопасности при МГД[20].
33. Сизов Юрий Сергеевич — координатор бюджетно-финансовой комиссии, комиссии по экономической реформе и собственности, объединённой комиссии Московской городской Думы и Московской областной Думы по координации законотворческой деятельности[21].
34. Станков Анатолий Георгиевич — координатор по вопросам потребительского рынка товаров и услуг, физической культуры и спорта, член Комиссии по законности, правопорядку и борьбе с преступностью, а также Комиссии по правилам и процедурам; в январе 1994 г. стал одним из инициаторов создания и председателем Российского антифашистского движения (РАД). Был замешан в ряде криминальных историй, связанных с незаконным хранением оружия, краденными автомобилями и преступными лицами[22].
35. Стебенкова Людмила Васильевна — координатор по направлениям: здравоохранение, ипотечное кредитование, лекарственное обеспечение льготных категорий населения, профилактика и борьба с наркоманией, член бюджетно-финансовой комиссии Думы, член комиссий по социальной политике, по жилищной политике и коммунальной реформе, входила в состав фракции «Объединенные демократы — ДВР», сейчас состоит в партии «Единая Россия»[23].
36. Хованская Галина Петровна — координатор по вопросам жилищной политики, член комиссии по социальной политике, бюджетно-финансовой комиссии, председатель комиссии по жилищной политике.
37. Шохин Сергей Олегович — член комиссии МГД по бюджету, координатор направления по банковской системе и фондовому рынку, член межведомственной комиссии по рынку ценных бумаг при Правительстве Москвы. Полномочия досрочно прекращены с января 1996 года
38. Улюкаев Алексей Валентинович — с июня 1996 года.

## Деятельность
28 июня 1995 года МГД приняла Устав — основной закон Москвы, который определил полномочия города, заложил правовой фундамент для работы столичных органов власти и установил территориальное устройство столицы. Согласно Уставу жители города, обладающие избирательным правом — главный источник власти. Также закреплены принципы организации и функционирования исполнительной власти, высшим представителем которой является мэр, возглавляющий Правительство города.